# Berkheya densifolia
Berkheya densifolia là một loài thực vật có hoa trong họ Cúc. Loài này được Bohnen ex Roessler mô tả khoa học đầu tiên năm 1959.